# KAMAZ
Kamaz este unul dintre producătorii de camioane din Rusia. 

## Kamaz 6560
Kamaz 6560 este un camion militar 8x8, conceput pentru utilizări grele în condiții dificile, inclusiv teren accidentat și off-road.
Kamaz 6560 este un camion off-road produs de compania rusă Kamaz. Kamaz este unul dintre cei mai mari producători de camioane din Rusia și din lume. Kamaz 6560 face parte din seria Kamaz 8x8.
Acest camion este conceput pentru utilizări grele în condiții dificile, inclusiv teren accidentat și off-road. Este echipat cu un motor puternic, capabil să ofere o tracțiune excelentă în situații dificile. Caracteristicile specifice ale Kamaz 6560 pot varia în funcție de anul și specificațiile exacte ale modelului.
Printre caracteristicile comune ale camioanelor Kamaz din seria 6x6 se numără:
1. Capacitate mare de încărcare: Kamaz 6560 poate transporta o cantitate semnificativă de încărcătură, făcându-l potrivit pentru aplicații industriale, militare sau de construcții.
2. Sistem de suspensie robust: Pentru a face față terenurilor accidentate, Kamaz 6560 este echipat cu un sistem de suspensie puternic și durabil, care permite o călătorie stabilă și confortabilă.
3. Tracțiune integrală: Având un sistem de tracțiune integrală, Kamaz 6560 poate oferi o aderență excelentă pe suprafețe alunecoase sau în condiții meteo dificile.
4. Cabină spațioasă: Pentru confortul șoferului, cabina camionului Kamaz 6560 este concepută să ofere un spațiu generos și dotată cu facilități moderne pentru a îmbunătăți experiența de conducere.

Este important de menționat că Kamaz continuă să dezvolte și să îmbunătățească gama sa de camioane, inclusiv modelele din seria 6x6, pentru a se adapta nevoilor și cerințelor în evoluție ale industriei de transport.
1. Performanță și putere:
  - Kamaz 6560 este echipat cu un motor diesel puternic, cu o capacitate cilindrică de aproximativ 12 litri.
  - Puterea motorului variază în funcție de versiunea și anul de fabricație, dar poate ajunge până la 400 de cai putere (CP).
  - Cuplul motor maxim poate fi de până la 1.800 Nm.
  - Camionul poate atinge o viteză maximă de aproximativ 80-90 km/h, în funcție de configurația și încărcătura vehiculului.
2. Sistem de transmisie:
  - Kamaz 6560 are o transmisie manuală cu până la 16 trepte, ceea ce permite șoferului să selecteze rapoartele potrivite pentru diferite condiții de drum.
  - Camionul are o configurație de șase roți motrice permanente (6x6), asigurând o tracțiune excelentă pe teren accidentat și în condiții off-road.
3. Capacitate de încărcare și platformă:
  - Kamaz 6560 poate transporta o încărcătură semnificativă, având o capacitate nominală de încărcare de până la 20 de tone, dar poate fi adaptat pentru a transporta și mai mult.
  - Platforma camionului poate fi configurată în funcție de nevoile utilizatorului, inclusiv opțiuni precum bena basculantă, platforma cu laterale ridicate sau alte tipuri de structuri de încărcare.
4. Caracteristici off-road:
  - Kamaz 6560 este conceput pentru a face față condițiilor dificile de teren off-road.
  - Suspensia sa independentă, amplasarea înaltă a axelor și sistemul de suspensie cu arcuri elicoidale sau pneumatice permit camionului să traverseze terenuri dificile și să depășească obstacole înalte.
  - Camionul poate traversa vaduri de apă cu o adâncime de până la un metru și poate urca pante cu un unghi de până la 30 de grade.
5. Utilizări și aplicații:
  - Kamaz 6560 este utilizat în diverse domenii, inclusiv industria extractivă, construcții, exploatare forestieră, servicii de salvare și asistență, sectorul militar și altele.
  - Datorită capacității sale de a opera în condiții dificile și off-road, este adesea folosit în regiuni cu infrastructură limitată sau terenuri accidentate.